# 戈爾戈勒省
戈爾戈勒省（阿拉伯语：ولاية كركول）是毛里塔尼亞南部的一個省份，西隔塞內加爾河與塞內加爾相望。面積13,600平方公里，2000年估計人口242,711人。首府卡埃迪。
下分4區。
1. ↑  . hdi.globaldatalab.org.   [2018-09-13]. （原始内容存档于2018-09-23） （英语）.